# 穆斯塔利
穆斯塔利是法蒂玛王朝第九任哈里发，父亲是穆斯坦绥尔。在任期间实质大权落于维齐尔（即宰相）阿法达沙阿的身上，并发生长兄叛乱和第一次十字军东征。